# 国际智力运动联盟
国际智力运动联盟（International Mind Sports Association；缩写：IMSA）是瑞士洛桑的一个国际组织，其成员有世界橋牌聯盟、世界国际象棋联合会、世界西洋跳棋總會、國際圍棋聯盟、世界象棋联合会、国际麻将联盟和纸牌运动联合会。它是國際單項運動總會聯合會（GAISF）的准会员，2005年4月19日在GAISF大会期间成立。

## 比赛
IMSA曾组织过世界智力运动会，首届比赛于2008年10月3日至18日在北京举行。
世界智力精英运动会（SportAccord World Mind Games）也由该组织举办，2011年12月在北京首次举办。